# Brassaiopsis sumatrana
Brassaiopsis sumatrana är en araliaväxtart som först beskrevs av Friedrich Anton Wilhelm Miquel, och fick sitt nu gällande namn av Henry Nicholas Ridley. Brassaiopsis sumatrana ingår i släktet Brassaiopsis och familjen Araliaceae.

## Underarter
Arten delas in i följande underarter:
- B. s. sumatrana
- B. s. variifolia